# Carlos de Sigüenza y Góngora
Carlos de Sigüenza y Góngora (Mexikóváros, 1645. – Mexikóváros, 1700. augusztus 22.) a 17. századi Új-Spanyolország egyik legjelentősebb polihisztora volt, aki íróként, történészként és régészként is alkotott, valamint foglalkozott matematikával és csillagászattal is.

## Élete és munkássága
1645-ben született Mexikóvárosban spanyolországi származású szülőktől. Apja IV. Fülöp spanyol király egyik fiának, Baltazár Károly asztúriai hercegnek volt a tanítója, anyja pedig Luis de Góngora y Argote költő rokonsági körébe tartozott.
15 évesen belépett a Jézus Társaságába, két év múlva pedig megírta első jelentős művét, a Primeramente Indiana című, a Guadalupei Szűzanyáról szóló hőskölteményét (ez azonban csak később jelent meg). A pueblai Colegio del Espíritu Santóból 1669-ben éjjeli szökései miatt kizárták, és hiába kérte két alkalommal is visszavételét, mindkétszer elutasították. 
Kánonjogi tanulmányait a Mexikói Királyi és Pontifikátusi Egyetemen folytatta, matematikát apjától tanult. Kritizálta az arisztotelészi gondolkodásmódot, mondván, hogy az a modern tudományos módszerek számára akadályt jelent. Később az asztrológia és a matematika tanára lett, 20 év múlva pedig emeritus címet kapott. 1670-ben papnak is beállt. 1680-ban II. Károly királyi kozmográfussá nevezte ki, 1682-ben a Hospicio del Amor de Dios káplánja lett, Francisco de Aguiar y Seijas mexikóvárosi érsek pedig az öregeknek való alamizsna szétosztásával bízta meg. Mindeközben az indián múlttal kapcsolatos könyvek nagy tárházát gyűjtötte össze; a könyvek egy részét Juan de Alva Ixtlixóchitltől kapta ajándékba. 
1680-ban azzal is megbízták, hogy állítsa össze azt a diadalívet, amellyel majd az új alkirályt, Tomás de la Cerda y Aragónt fogadják; ezzel az esettel kapcsolatban írta meg Teatro de las Virtudes Políticas című művét, amelyben a régi azték uralkodók erényeiről írt. Kísérletet tett arra is, hogy a piramisok és néhány hasonló szó alapján rokonságot mutasson ki az ókori egyiptomi és a mezoamerikai kultúra között, ezzel is próbálva beilleszteni hazája történelmét a világtörténelembe, azzal a céllal, hogy szélesebb legitimitást mutathasson fel a saját kultúrájukat erőltetni próbáló spanyolokkal szemben.
Nem írt fontos tudományos vagy filozófiai műveket, korában mégis nagy hatása volt. A századra jellemző kettősség: a vallásos hagyománykövetés és a modern tudományok harca az ő tevékenységében is megmutatkozott: például eleinte megjelentetett jóslatokat és horoszkópokat tartalmazó alamanachokat is, később viszont az asztrológiát már csak képzelődésnek titulálta. Egy üstökös 1680-ban történő megjelenése kapcsán arról írt Manifiesto filosófico contra los cometas despojados del Imperio que tenían contra los tímidos című művében, hogy az üstökösök az akkori közhiedelemmel ellentétben nem hoznak semmiféle szerencsétlenséget, ám isten műveiként kell őket tisztelni. Hamarosan szembekerült a Spanyolországból Új-Spanyolországba érkező, nagy tekintélyű, az üstökösök témájának „szakértőjének” is számító Eusebio Kinóval, aki egyfajta nevetség tárgyává is tette Sigüenza y Góngorát. Ennek hatására írta meg 1691-ben megjelent Libra astronómica y filosófica című esszéjét, amelyben Kino ellen érvel és a modernitás Mexikóban való eljövetelét jósolja, olyan tudósok eredményeire hivatkozva, mint Descartes, Kepler, Gassendi, Pico della Mirandola és Kircher.
1684-ben jelent meg Paraíso Occidental című műve, amelyben zárdában élő nők életrajzait gyűjtötte egybe, 1690-ben pedig Los infortunios de Alonso Ramírez című könyve, amelyben egy hajós utazásairól ír.
1692-ben, amikor egy kukoricahiány miatti tüntetés zavargássá fajult, és ennek során kigyulladt a városi levél- és képtár, Góngora a saját pénzét osztotta szét a fosztogatók között, így megmentve a gyűjtemény egy részét. Ugyanebben az évben megkapta az Őfelsége Földrajztudósa tiszteletbeli címet, ebben a minőségében pedig felfedezőutat tett a floridai Pensacola-öbölben, ahol térképeket is készített. 1694-ben visszavonult az egyetemi munkától, és különféle műveket írt, főleg történelemmel kapcsolatosakat, és újra felvetette az Európától való függetlenség gondolatát. Még halála előtt a Colegio de San Pedro y San Pablónak adományozta értékes kódexgyűjteményét, tudományos eszközeit, térképeit és kiadatlan írásait. Ezek azonban mind elvesztek, amikor az 1847-es amerikai megszállás során elpusztult az egész intézmény.
Utolsó évében sokat szenvedett betegségében, de papi hivatását igyekezett eközben is ellátni. Amikor már érezte, hogy meg fog halni, felajánlotta, hogy holttestét boncolják fel, és kutassák az orvosok, hogy ezzel is a tudomány hasznára tudjon válni. 1700. augusztus 22-én hunyt el, boncolása után egy nagy epekövet találtak a testében. Ünnepélyes temetésén, amelyre a jezsuiták Colegio Máximójában került sor, legtöbb korábbi tanártársa részt vett.